# Ине (посёлок)
Ине (яп. 伊根町 Инэ-тё:) — посёлок в Японии, находящийся в уезде Йоса префектуры Киото. Площадь посёлка составляет 61,95 км², население — 1930 человек (1 октября 2020), плотность населения — 31,15 чел./км².

## Географическое положение
Посёлок расположен на острове Хонсю в префектуре Киото региона Кинки. С ним граничат города Миядзу, Кётанго.

## Население
Население посёлка составляет 1930 человек (1 октября 2020), а плотность — 31,15 чел./км². Изменение численности населения с 1980 по 2005 годы:
| 1970 | 4779 чел. |  |
| 1975 | 4283 чел. |  |
| 1980 | 4021 чел. |  |
| 1985 | 3792 чел. |  |
| 1990 | 3586 чел. |  |
| 1995 | 3361 чел. |  |
| 2000 | 3112 чел. |  |
| 2005 | 2718 чел. |  |
| 2010 | 2410 чел. |  |
| 2015 | 2110 чел. |  |

## Достопримечательности

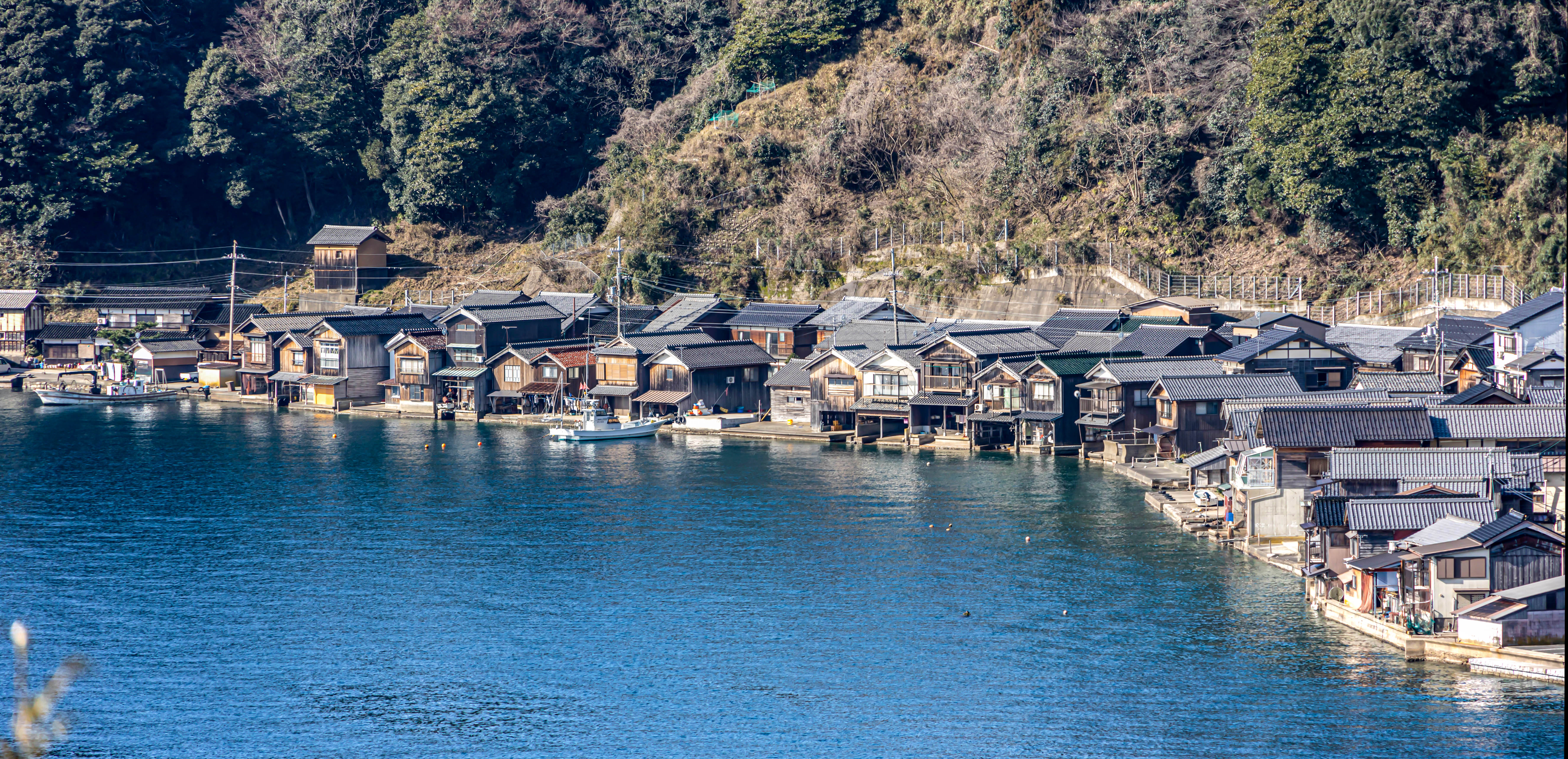
Домики фуная в деревне Ине

Ине-ура (伊根浦) или Ине-тё Ине-ура (伊根町伊根浦) — рыбацкая деревня Инэ, расположенное на берегу залива Ине объявлена национальным заповедником традиционных построек ― уникальных домиков «фуная» («корабль-дом»), выстроенных вдоль кромки воды. 
Фуная — это традиционное жилище, уникальное для района залива Ине. На первом этаже Фуная есть место для хранения лодок, а на верхнем — жилые помещения.